# Leonid Menaker
Leonid Menaker (russisk: Леони́д Исаа́кович Мена́кер) (født 12. september 1929 i Sankt Petersborg i Sovjetunionen, død 21. april 2012 i Sankt Petersborg i Rusland) var en sovjetisk filminstruktør og manuskriptforfatter.

## Filmografi
- Zjavoronok (Жаворонок, 1964)[1][2]
- Ne zabud... stantsija Lugovaja (Не забудь… станция Луговая, 1966)
- Molodaja zjena (Молодая жена, 1978)
- Zavesjjanije professora Douelja (Завещание профессора Доуэля, 1984)
- Poslednjaja doroga (Последняя дорога, 1986)
- Sobatjij pir (Собачий пир, 1990)